# Березий
Березий — місто Чернігівського князівства на правому березі річки Десна, притоку Дніпра, що згадується в літописах.

## Загальні відомості
Березий розташовується за 36 км на схід від Чернігова, на території сучасного селища Березна Менського району Чернігівської області. Вперше згадується в Іпатіївському літописі в 1152 році з приводу відбиття нападу половців.

## Історія
Березий виник у XI столітті, як князівська фортеця на шляху між Черніговом та Новгородом-Сіверським. Близько 1156 року Березий разом з Вщижем виділяється чернігівським князем Святославом Ольговичем у самостійний уділ Вщизького князівства. У 1239 році місто зазнало нападу монголо-татарських військ хана Батия.

## Проведені дослідження
Городище Березий виявлено археологами в XVIII столітті. Нині воно розташовується в центрі селища Березна Менського району на Чернігівщині, на невисокому мисі при злитті двох струмків — Сухоносівка та Клевень. Складається з двох майданчиків загальною площею 1,5 га. Потужність культурного шару 0,2—0,3 м. Зі сходу і південно-сходу до городища примикали відкриті посади.
В північній частині городища є некрополь з 32 курганів. Розкопками 16 з них, в 1881 році займався Дмитро Самоквасов. Його експедицією знайдені поховання в дерев'яних трунах XI—XII століть. Вони містили дрібні артефакти (дротові, з срібла і міді, скроневі кільця, бронзові гудзики тощо).
У 1981 і 1989 роках городище досліджувалось групою Володимира Коваленка. Була виявлена двоярусна гончарна піч XII—XIII століть. Знайдено також залишки залізоробного і ковальського обладнання тих років.